# Piotr Dominiak
Piotr Jan Dominiak (ur. 29 czerwca 1948 w Radomiu) – polski ekonomista, profesor Politechniki Gdańskiej, dziekan Wydziału Zarządzania i Ekonomii PG w latach 1993–1999 oraz 2005–2012, w latach 2016–2019 prorektor Politechniki Gdańskiej. Od 14 kwietnia do 3 czerwca 2019 pełniący obowiązki rektora Politechniki Gdańskiej.

## Życiorys
W Radomiu w 1962 ukończył szkołę podstawową, w 1966 Liceum Ogólnokształcące im. Płk. Dionizego Czachowskiego. W 1971 ukończył studia ekonomiczne na Uniwersytecie Warszawskim, tam również uzyskał doktorat (1976) i habilitował się (1989). Od 1971 zatrudniony na Politechnice Gdańskiej, w 1993 współtwórca i pierwszy dziekan Wydziału Zarządzania i Ekonomii PG (pełnił funkcje dziekana w latach 1993–1999 i 2005–2012). Kierownik Zakładu Ekonomii na WZiE PG. Inicjator powołania studiów anglojęzycznych, rekrutacji studentów zagranicznych oraz powołania studiów MBA na Wydziale Zarządzania i Ekonomii PG. Od 1 października 2016 do 1 lipca 2019 roku pełnił funkcję prorektora Politechniki Gdańskiej ds. internacjonalizacji i innowacji. Po śmierci prof. Jacka Namieśnika (14 kwietnia 2019) został pełniącym obowiązki Rektora Politechniki Gdańskiej, pełnił tę funkcję do 3 czerwca 2019.  
Był mężem Małgorzaty (1948–1997).  

## Praca naukowa
Specjalizuje się w ekonomii sektora małych i średnich przedsiębiorstw. Wykłada makroekonomię, historię myśli ekonomicznej, ekonomię sektora MŚP, prowadzi zajęcia na studiach doktorskich i na studiach MBA. Autor ok. 100 publikacji naukowych, promotor 19 doktoratów. 

## Członkostwo w organizacjach
- członek Komitetu Nauk Ekonomicznych PAN (2007–2012)
- ekspert (od 2005) i członek Państwowej Komisji Akredytacyjnej (2008–2011)
- członek Rotary International i Polskiego Towarzystwa Ekonomicznego[5]

## Publicystyka
W latach 1989–1991 redaktor „Tygodnika Gdańskiego”. Od 1993 r. stały felietonista rubryki „Rejsy po gospodarce” w „Dzienniku Bałtyckim”. Współpracuje z Radiem Gdańsk i z TVP Gdańsk. Prowadzi blog „Dominiakana” na stronie domowej WZiE PG.

## Publikacje
- Sektor MSP we współczesnej gospodarce, Wydawnictwo Naukowe PWN, 2005.

## Odznaczenia i nagrody (lista niepełna)
- Złoty Krzyż Zasługi
- Medal Komisji Edukacji Narodowej
- Medal „Solidarności”'
- Medal Prezydenta Miasta Gdańska
- Medalem „Za zasługi dla Politechniki Gdańskiej”
- Medal „Niepokorni na Politechnice Gdańskiej 1945–1989” (2010)
- Medal „Za zasługi dla pracodawców Pomorza”
- Medal „Paul Harris Fellow” za działalność w ruchu rotariańskim[3]
- Złota Odznaka PTE
- Nagroda Naukowa Miasta Gdańska im. Jana Heweliusza w kategorii nauk humanistycznych i społecznych (2018)[9][10]

Źródło:.